# 16 Tales
16 Tales là một loạt trò chơi điện tử giáo dục do The Lightspan Partnership phát triển từ năm 1996. Mỗi trò chơi bao gồm bốn chương trình video dài 15 phút trình bày chi tiết các câu chuyện và truyền thuyết của các nền văn hóa khác nhau.